# 粟若子
粟 若子（あわ の わくご、生没年不詳）は、奈良時代中期から後期にかけての女官。阿波国板野郡からの采女。氏は粟凡（あわのおおし）とも記され、板野命婦とも呼ばれる。姓は直。官位は従五位下・命婦・粟国造。

## 出自
『続日本紀』天平神護4年（767年）3月の記事に、阿波国の板野郡・名方郡・阿波郡の百姓（人民）が訴え出て、自分たちの姓は庚午年籍には「凡費」と記されており、評督の凡直麻呂が朝廷に申し出て「凡直」となったが、天平宝字2年（758年）の戸籍を作る際にさかのぼって「凡費」と注記されてしまった、と言ったため、朝廷は「凡費」を改めて、「粟凡直」にした、とある。これは戸籍のミスがあったのが仲麻呂政権の時代としているので、仲麻呂の失政を道鏡政権で正してもらおうとしたものだろうという説がある。延暦2年12月には、阿波国の人で、正六位上の粟凡直豊穂を飛騨国の人、飛騨国造祖門とともに国造に任命する記事がある。

## 生涯
その記録は『正倉院文書』に散見するが、『続日本紀』にある聖武朝の天平17年（745年）正月、熊野広浜・気多十千代・飯高笠目・茨田弓束らとともに正六位下から外従五位下に昇叙したとあるのが初見。
孝謙朝の天平勝宝4年（752年）の「写経所請経文」には「宣板野采女国造粟直若子」とあり、阿波国板野郡から貢進された采女であり、国造に任命されたことが分かる。同5歳5月の文書には「従五位下板野采女粟国造若子」とも見える。
「板野命婦」としては、天平勝宝4年8月3日に出家して、尼になり、前後して同3年（751年）6月、同4年正月、同5歳（753年）5月、同6歳（754年）4月、同年12月にかけて、内裏・図書寮・十一面悔過所その他に数度請経している。
以上のことを総合すると、若子は聖武・孝謙天皇の後宮に出仕し、光明皇后の写経事業に奔走し、造東大寺司、東大寺一切経所などの間で経典の奉請宣伝に従事し、とりわけ、4年4月の東大寺大仏開眼供養の設斎大会前後の活動が目覚ましいものであると分かる。出家後も宮中にあって、紫微中台の経典奉請に関与している。平城宮跡からも、板野命婦の木簡が出土している。

## 官歴
『続日本紀』による。
- 時期不詳：正六位下
- 天平17年（745年）正月7日：外従五位下
- 天平勝宝4年（752年）年月日不明：見阿波国造。8月3日：出家
- 天平勝宝5歳（753年）5月：見従五位下